# بول كريستيان شيندلر
بول كريستيان شيندلر (بالدنماركية: Poul Christian Schindler)‏ هو ملحن دنماركي، ولد في 1648، وتوفي في أكتوبر 1740.